# Casimir IV Jagelló

Escut de Casimir IV com a rei de Polònia

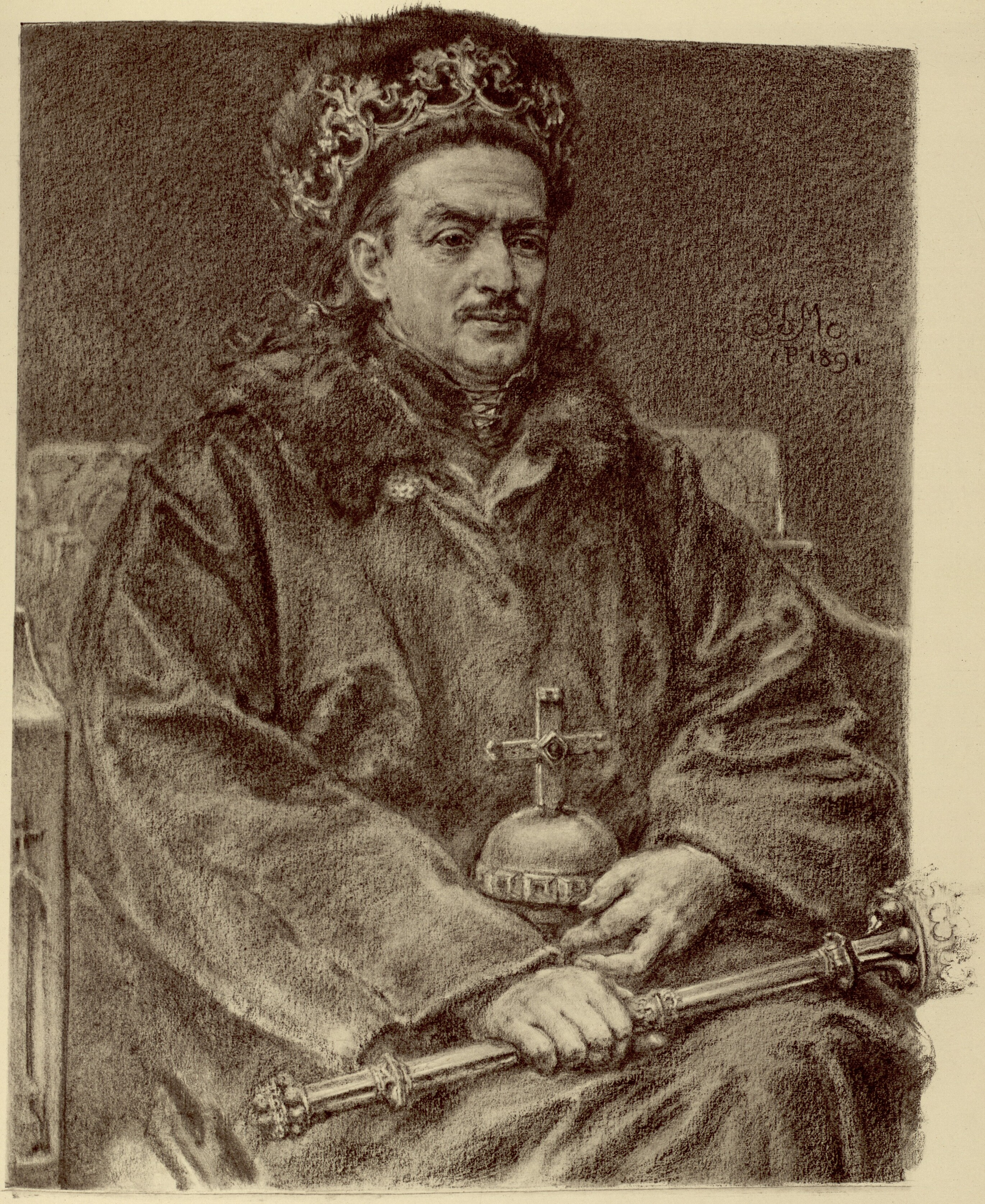
Casimir IV Jagelló

 Casimir IV Jagelló (en polonès: Kazimierz IV Jagiellończyk , en lituà: Kazim I Jogailaitis ) (Cracòvia a 1427, Grodno a 1492) va ser gran duc de Lituània (1440 - 1492) i Rei de Polònia (1444 - 1492).
Fill de Ladislau II Jagelló i de Sofia de Halshany, va accedir al tron lituà per la mort del seu oncle Segimon, cosí del seu pare, i quatre anys després, va succeir al tron polonès el seu germà Ladislau de Varna, mort en combat. Va intentar obtenir el tron hongarès però no ho va aconseguir, i en 1451 va haver de reconèixer la independència de Moldàvia després d'una fracassada expedició militar contra Bogdan II de Moldàvia.
Va mantenir la Guerra dels Tretze anys (1454 - 1466) contra l'Orde Teutònic, a la qual va prendre la Prússia Reial (arribant a la desembocadura del Vistula) i va estendre la seva sobirania a la Prússia Oriental. Es va aliar amb la República_de_Nóvgorod provocant la reacció moscovita que va aconseguir una victòria decisiva a la batalla del Xelon en 1471 encara que Nóvgorod va poder mantenir una limitada independència formal fins que 1477 Ivan III conquerir la ciutat en 1477.
Es va casar amb Elisabet d'Habsburg i Luxemburg, filla del Rei dels Romans i d'Hongria i duc d'Àustria Albert II d'Habsburg i d'Elisabet de Luxemburg, filla aquesta al seu torn de l'emperador Segimon i de Bàrbara de Celje. Els seus fills van ser:
- Vladislau II, rei de Bohèmia i Hongria (1456 - 1516)
- Eduvigis (1457 - 1502), casada amb el duc Jordi el Ric de Baviera-Landshut
- Casimir el Sant (1458 - 1484)
- Joan Albert (1459 - 1501)
- Alexandre (1461 - 1506), que seria rei de Polònia com Alexandre I.
- Sofia (1464 - 1512), casada amb el marcgravi Frederic IV de Brandenburg-Ansbach, mare del duc Albert Frederic de Prússia
- Isabel (1465 - 1466)
- Segimon (1467 - 1548)
- Frederic (1468 - 1503). Bisbe de Cracòvia, Arquebisbe de Gniezno i Cardenal
- Isabel (1472 - 1480)
- Anna (1476 - 1503), casada amb el duc Boleslau X de Pomerània
- Bàrbara (1478 - 1534), casada amb el duc Jordi de Saxònia (El barbut)
- Elisabet (1483 - 1517), casada amb el duc Frederic II de Liegnitz.